# Crocifissione (Caroto)
Crocifissione è un dipinto del pittore veronese Giovan Francesco Caroto, realizzato con la tecnica della pittura a tempera su tela, conservato nel museo di Castelvecchio a Verona.